# Prealpes Eslovenos
Los Prealpes Eslovenos (en esloveno, Slovenske Predalpe) son una sección del gran sector Alpes del sudeste, según la clasificación SOIUSA. Su pico más alto es el Porezen, con 1.630 m. 
Se encuentran en Eslovenia y, en una pequeña parte, en Austria (Estiria).

## Clasificación
Según la Partición de los Alpes las zonas geográficas aquí descritas eran consideradas entonces fuera del sistema alpino o bien englobadas dentro de otras secciones. Según la literatura eslovena más reciente estas zonas deben en lugar de ello ser consideradas como sectores prealpinos. Las clasificaciones más modernas, como la SOIUSA, crean los "Prealpes Eslovenos" como una sección.

## Subdivisión
Se pueden subdividir en tres subsecciones y cuatro supergrupos:
- Prealpes Eslovenos occidentales
  - Cadena Škofjeloško-Cerkljansko-Polhograjsko-Rovtarsko
- Prealpes Eslovenos orientales
  - Montes de Posavje
- Prealpes Eslovenos del noreste
  - Strojna y Pohorje
  - Montes de Vitanje y Konjice